# Последний маскарад
«Последний маскарад» — советский фильм 1934 года Госкинпрома Грузии режиссёра Михаила Чиаурели. Первый грузинский звуковой фильм.

## Сюжет
О революционной борьбе пролетариата Грузии, показанной через судьбу юноши Мито и его семьи.
Первая половина 1910-х годов. Тифлис — город резких социальных контрастов. В просторных залах княжеской квартиры идут приготовления к пышной свадьбе дочери князя Диомида красавицы Тамары с царским чиновником начальником железных дорог Ермоловым. А в это время в сыром подвале заседает стачечный комитет рабочих-железнодорожников. Но забастовку меньшевикам удаётся сорвать, а её организаторы по приказу Ермолова брошены в тюрьму. Срыв забастовки толкает рабочих на путь террора, и двое рабочих совершают покушение на Ермолова, их ловят и приговаривают к казни.
Сын одного из них, Мито, арестованный на демонстрации, через три года тюрьмы, проведённые в одной камере со старым большевиком, ставший уже не горячим юношей, а сознательным борцом, выходит на свободу. Но его тут же, даже не дав повидать мать, отправляют на фронт империалистической войны.
Пока мобилизованные рабочие и крестьяне воюют на фронте, в тылу развлекаются оборонцы, либералы, меньшевики, спекулянты, для которых эта война — прибыль, слава, награды и великосветские аукционы «в пользу раненых солдатиков», на которых разыгрывается в качестве приза за «щедрость» поцелуй дочери князя Диомида — Тамары.
В дни Февральской революции власть в Грузии захватывают националисты и меньшевики. Сын князя меньшевик Ростом, ранее заигрывавший с революционным движением, становится министром буржуазного правительства. «Независимую» республику министр Ростом и другие «социал-духанщики» бросают к ногам иностранных «покровителей».
Возвращающихся с фронта солдат, среди которых находится и Мито, разоружают банды националистов при поддержке войск английских интервентов.
Когда в ресторане прекрасная Тамара, сестра Ростома, одетая в национальный костюм, танцует по приказу англичанина, меньшевики расстреливают рабочий митинг. Грузинские большевики начинают восстание. Партизанские отряды, во главе одного из которых Мито, громят войска англичан-интервентов и банды меньшевиков. В Грузии свершается социалистическая революция.

## В ролях
- Александр Джалиашвили — Мито
- Дудухана Церодзе — Маро
- Нато Вачнадзе — Тамара
- Сергей Завриев — Диомиде
- Виктор Гамкрелидзе — Михо
- Михаил Геловани — Ростом
- Шалва Гедеванишвили — Вова
- Пётр Морской — Болдырев
- Котэ Микаберидзе — Галифели
- Александр Жоржолиани — секретарь
- Верико Анджапаридзе — эпизод

## Критика
Чиаурели поставил первый грузинский звуковой фильм «Последний маскарад» (1934). Раскрывая смысл исторических процессов, Чиаурели строил рассказ на столкновении эпико-героических и сатирических способов типизации, используя для этого сложные и эффективные приёмы монтажа, аллегории и символы.— Кино: Энциклопедический словарь

М. Чиаурели создал две крупнейших эпопеи — «Последний маскарад» (1934) и «Великое зарево» (1939), представивших (как бы продолжая одна другую) революционную борьбу в Грузии эпохи реакции, подъёма рабочего движения и победы Великого Октября.— Большая советская энциклопедия, 1949

Первым фильмом, где революционная борьба героя стала самим его содержанием был «Последний маскарад» М. Чиаурели. Фильм строился в жанре эпопеи, охватывающей события жизни Грузии с кануна первой мировой войны до установления до установления в ней Советской власти в 1921 году.— Советский историко-революционный фильм / Нея Марковна Зоркая. — М.: Издательство АН СССР, 1962. — 217 с. — с. 120

Удачным кинопроизведением историко-революционной тематики 1930—1934 годов был фильм «Последний маскарад». В нем яркими, суровыми красками воссозданы эпизоды, показывающие революционную борьбу грузинского рабочего класса за национальное и социальное освобождение своей родины и разоблачавшие «последний маскарад»— Н. А. Лебедев — Очерки истории советского кино: 1917—1934. — М: Искусство, 1956. — стр. 336

### Оценка фильма И. В. Сталиным
За глубину и народность «Последний маскарад» получил высокую оценку И. В. Сталина.— Большая советская энциклопедия, 1949
Режиссёр фильма М. Чаурели подробно изложил просмотр Сталиным фильма, его живую реакцию на сцены фильма, замечания по ходу просмаотра, и общей оценке — Сталин обратил внимание на некоторый схематизм картины и скупость разъясняющих надписей.
Также известны записи председателя Кинокомитета Бориса Шумяцкого о просмотрах Сталиным фильма 9 декабря 1934 года, когда присутствовали Берия и Орджоникидзе:

Сталин, обращаясь к т. Берия, также сделал ряд шутливых замечаний, основной смысл которых сводился к тому, что в одну фильму взято столько материала, что вместить они его не смогли, а режиссер и актеры дали к тому же поверхностную трактовку событиям и характерам. В фильме есть только два-три хорошо воспринимаемых места. Основной ее недочет — нагроможденность и запутанность ситуаций, в которых трудно разобраться.